# Hebei Nanzi Paiqiu Dui
Lo Hebei Nanzi Paiqiu Dui è una società pallavolistica cinese con sede a Shijiazhuang, militante nel massimo campionato cinese, la Volleyball League A.

## Storia
La squadra di pallavolo maschile dello Hebei Nanzi Paiqiu Dui viene fondata nel 1958, come formazione provinciale dello Hebei. Prima della nascita del campionato cinese professionistico nel 1996, la squadra prende parte a tornei locali ed amatoriali, continuando militarvi per altre quattro annate, prima di ottenere la promozione in Volleyball League A.
L'esordio in massima serie arriva nel campionato 2000-01, concluso in decima posizione; nei campionati seguenti la squadra lotta sempre per non retrocedere, fino al campionato 2006-07, al termine del quale ritorno in serie cadetta. In Chinese Volleyball League B lo Hebei resta una sola annata, trovando subito la promozione nella massima categoria, che abbandona nuovamente dopo una sola annata.
Dopo altri due campionati trascorsi in serie cadetta, dalla stagione 2011-12, pur lottando sempre per la salvezza, la squadra torna a militare stabilmente in Volleyball League A.

## Rosa 2015-2016
| N° | Nome         | Ruolo | Data di nascita   | Nazionalità sportiva |
| -- | ------------ | ----- | ----------------- | -------------------- |
| 1  | Jiang Han    | C     | 28 giugno 1994    | Cina                 |
| 2  | Wang Hao     | S     | 10 marzo 1995     | Cina                 |
| 3  | Wang Bin     | S     | 29 dicembre 1988  | Cina                 |
| 4  | Li Hao       | S/O   | 1º aprile 1994    | Cina                 |
| 5  | Zhong Lei    | C     | 9 agosto 1991     | Cina                 |
| 6  | Hou Yinlong  | P     | 23 giugno 1995    | Cina                 |
| 7  | Cui Jia      | C     | 18 febbraio 1983  | Cina                 |
| 8  | Pan Liyang   | L     | 11 marzo 1993     | Cina                 |
| 9  | Xia Runtao   | S     | 18 ottobre 1994   | Cina                 |
| 10 | Yao Baolong  | S     | 14 settembre 1991 | Cina                 |
| 11 | Sun Changhao | S     | 17 agosto 1998    | Cina                 |
| 12 | Lidong Maya  | S     | 7 agosto 1990     | Cina                 |
| 13 | Xia Yu       | C     | 22 giugno 1996    | Cina                 |
| 14 | Ma Shuai     | C     | 1º novembre 1996  | Cina                 |
| 15 | Kang Yongtao | C     | 2 giugno 1988     | Cina                 |
| 16 | Fu Jifeng    | L     | 3 gennaio 1995    | Cina                 |
| 17 | Meng Xiantao | S     | 9 settembre 1998  | Cina                 |
| 18 | Ma Chao      | P     | 30 giugno 1993    | Cina                 |
| 19 | Li Jingyuan  | S     | 27 maggio 1996    | Cina                 |
| 20 | Zhao Boqiang | S/O   | 23 maggio 1996    | Cina                 |